# Dub the System
Dub the System è l'ottavo album di Alborosie da solista, pubblicato solo in vinile il 18 agosto 2013, ed è la versione dub di Sound the System.

## Tracce

### Lato A
1. Intro dub
2. Dub the dancehall
3. Play fool dub
4. Dub concern
5. Who run the dub
6. Train to dub

### Lato B
1. Dub thanks
2. Dub your mouth
3. Dont pressure dub
4. Pressure dub
5. Dub warrior